# Hanitriniaina Rakotondrabé
Hanitriniaina Rivosoa Rakotondrabé (sinh ngày 1 tháng 1 năm 1967) là một vận động viên chạy nước rút Malagasy đã nghỉ hưu, chuyên về 100 mét.
Cô đã lọt vào bán kết trong 60 mét tại Giải vô địch trong nhà thế giới năm 1997 và 1999. Cô cũng đã tham dự Giải vô địch thế giới năm 1995, 1997 và 1999 cũng như Thế vận hội Mùa hè 2000 mà không tiến bộ từ nóng.
Rakotondrabé đã giành chiến thắng 100 m tại Đại hội Thể thao Pháp ngữ Antananarivo vào ngày 3 tháng 9 năm 1997.
Thời gian tốt nhất cá nhân của cô là 11,32 giây, đạt được vào tháng 5 năm 1996 tại Dijon. Đây là kỷ lục Malagasy hiện tại, được tổ chức cùng với Lalao Ravaonirina. Cô cũng giữ kỷ lục quốc gia 43,61 giây trong 4 x 100 mét tiếp sức, đạt được tại Thế vận hội Mùa hè 2000. Cô đã giành chiến thắng 100 mét tại Đại hội Thể thao Ấn Độ Dương năm 1998 và 2003.